# 짧은 치마 (AOA의 노래)
〈짧은 치마〉는 2014년 1월 16일에 발매된 그룹 AOA의 다섯번째 싱글 앨범이며, 일본에서는 〈ミニスカート〉라는 제목으로 2014년 10월 1일 발매됐다.

## 수록곡
한국어 싱글
1. Gonna get your heart
  - 작사 · 작곡 · 편곡: 별들의전쟁
2. 짧은치마
  - 작사 :용감한 형제, 차쿤, 작곡 : 용감한 형제, 코끼리 왕국, 차쿤, 편곡 : 용감한 형제, 코끼리 왕국, 이정민
3. 가로등 불 아래서
  - 작사 :용감한 형제, 차쿤, 작곡 : 용감한 형제, 코끼리 왕국, 편곡 : 코끼리 왕국, 이정민]
4. 짧은치마 (Inst.)

일본어 싱글
CD
1. 짧은 치마 (Japanese ver.)(ミニスカート (Japanese ver.))
2. 단발머리 (Japanese ver )(ショートヘア (Japanese ver.))
3. GET OUT (Original ver.)
4. 짧은 치마 (Karaoke ver.)
5. 단발머리 (Karaoke ver.)
6. GET OUT (Instrumental)

DVD
1. 짧은 치마 (Japanese ver.) 뮤직비디오
2. 짧은 치마 (Japanese ver.) 메이킹
3. 짧은 치마 뮤직비디오 (Korean ver.)
4. 단발머리 뮤직비디오 (Korean ver.)
5. 보너스 영상